# Niederstocken
Niederstocken es una comuna suiza del cantón de Berna, situada en el distrito administrativo de Thun. Limita al norte con la comuna de Höfen bei Thun, al este con Reutigen, al sur con Erlenbach im Simmental, y al oeste con Oberstocken.
Hasta el 31 de diciembre de 2009 situada en el distrito de Niedersimmental.